# Act III
Act III è il terzo album in studio del gruppo musicale thrash metal statunitense Death Angel, pubblicato nel 1990.

## Tracce
1. Seemingly Endless Time (Rob Cavestany) – 3:49
2. Stop (Cavestany, Mark Osegueda) – 5:10
3. Veil of Deception (Cavestany) – 2:35
4. The Organization (Cavestany, Andy Galeon) – 4:16
5. Discontinued (Cavestany, Galeon, Gus Pepa, Dennis Pepa) – 5:50
6. A Room with a View (Cavestany) – 4:42
7. Stagnant (Cavestany, Galeon) – 5:33
8. EX-TC (Cavestany, Osegueda) – 3:06
9. Disturbing the Peace (Cavestany) – 3:53
10. Falling Asleep (Cavestany) – 5:54

## Formazione
- Mark Osegueda - voce
- Rob Cavestany - chitarre
- Gus Pepa - chitarre
- Dennis Pepa - basso
- Andy Galeon - batteria